# Grágás

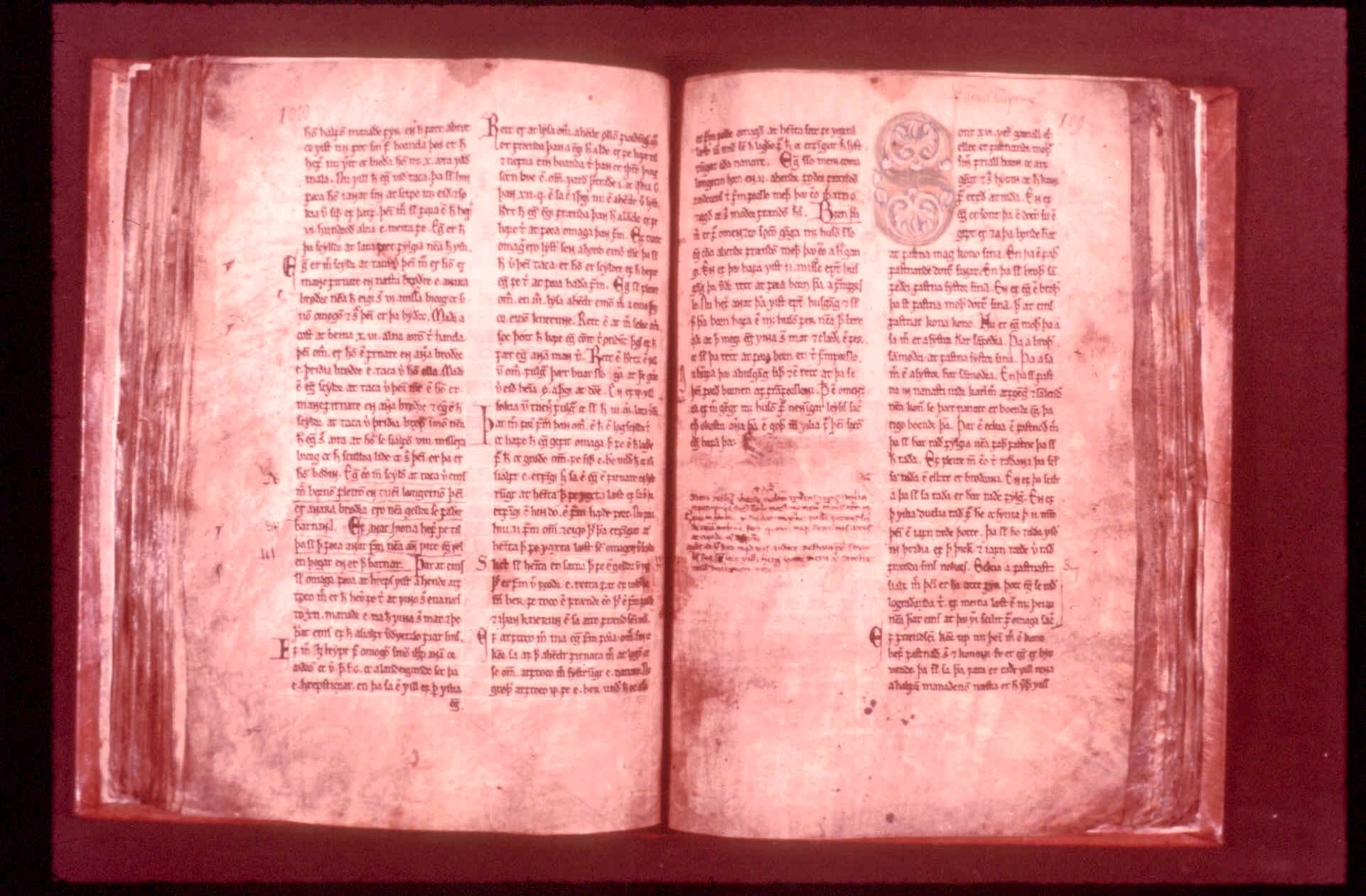
Versione del Codex Regius dei Grágás.

Il Grágás (che in islandese significa Leggi dell'oca grigia) è un codice di leggi risalente al periodo dello Stato libero d'Islanda, che raccoglie le leggi del diritto civile e della Chiesa cattolica dell'Islanda. Prima della compilazione di tale codice, le leggi islandesi venivano recitate dal lögsögumaður di fronte al Parlamento nazionale islandese, l'Alþingi; il Grágás fu scritto nel 1117, quando l'Alþingi decretò che tutte le leggi andassero messe per iscritto, e il codice fu redatto durante quell'inverno nella fattoria di Haflidi Másson e pubblicato l'anno successivo.
Le leggi del Grágás rimasero in vigore fino al 1271-1273 (qualche anno dopo la caduta dello Stato libero d'Islanda), quando il re di Norvegia Magnus VI (che allora deteneva il potere anche in Islanda dopo la firma del Gamli sáttmáli) stabilì che l'isola dovesse adottare le Leggi Járnsíða, basate su quelle norvegesi.
Il termine Grágás, che significa "Leggi dell'oca grigia", fu utilizzato a partire dal XVI secolo e potrebbe riferirsi al fatto che:
- le leggi erano scritte con una penna d'oca;
- le leggi erano scritte su pelle d'oca;
- le leggi erano molto vecchie, e che si credeva allora che le oche vivessero più a lungo degli altri uccelli.